# Uname
uname je jedním ze standardních příkazů un*xových operačních systémů.

## Historie
Příkaz uname se poprvé objevil ve verzi 4.4BSD.

## Přehled parametrů
```
uname [-amnrsv]
```

- -a : nahrazuje kombinaci všech zbývajících parametrů (-mnrsv)
- -m : zobrazení architektury operačního systému
- -n : zobrazení jména stroje (zobrazován FQDN)
- -r : zobrazení release operačního systému
- -s : zobrazení názvu (implementace) operačního systému (implicitní parametr)
- -v : zobrazení verze operačního systému (sestavení jádra)

## Příklady použití
Stručný výpis platformy:
```
 $ 
uname

 OpenBSD

 $ 
uname
 
-s

 OpenBSD

```

Výpis architektury:
```
 $ 
uname
 
-m

 i386

```

Výpis jména stroje – shodný s použitím příkazu hostname bez použití parametrů:
```
 $ 
uname
 
-n

 puffy.openbsd.org

```

Výpis release operačního systému:
```
 $ 
uname
 
-r

 4.2

```

Výpis verze operačního systému:
```
 $ 
uname
 
-v

 GENERIC#375

```

Kompletní výstup – použití parametru -a:
```
 $ 
uname
 
-a

 OpenBSD puffy.openbsd.org 4.2 GENERIC#375 i386

```

Na platformě OpenBSD má tento příkaz ještě jeden možný parametr, který rozšiřuje specifikaci POSIX a tím je parametr -p
- -p : Podrobnější popis verze procesoru

Použití parametru -p na platformě OpenBSD:
```
 $ 
uname
 
-p

 VIA Nehemiah ("CentaurHauls" 686-class)

```